# Pohřební nepokoje
Pohřební nepokoje (srbsky Погребни немири/Pogrebni nemiri) je označení pro nepokoje, které vypukly v Dolních Uhrách, konkrétně v dnes srbských městech Novi Sad, Vršac a Sombor v říjnu 1777. Jednalo se o protest místního obyvatelstva proti změnám v předpisech o pohřebnictví. Bylo nově zakázáno nosit ostatky mrtvých v otevřených rakvích po městě a pohřbívat je na malých plochách u kostelů, ostatky nebožtíků měly být nově umisťovány na nových a vzdálených hřbitovech. 
Rozhodnutí o změnách v provádění pohřbů bylo schváleno uherskou vládou v roce 1777 a dotklo se především pravoslavného obyvatelstva Dolních Uher. Důvodem pro nařízení byl záměr zvýšit úroveň hygieny v některých uherských městech, kde byl značný počet pravoslavného obyvatelstva. Realizaci tohoto nařízení měla provést pravoslavná církev, nicméně záměr byl veřejností rychle pochopen jako snaha o zavedení katolických zvyků a násilné sjednocení pravoslavné církve pod katolickou.
V Novém Sadu následně vypukly násilné nepokoje a na zjednání pořádku byla povolána rakouská armáda. Dav lidí si pokoušel vybít zlost na církevních hodnostářích. Demonstrující dne 19. října vtrhli v ranních hodinách do rezidence episkopa Arsenije Radivojeviće a chtěli po něm, aby šel za císařovnou Marií Terezií s žádostí tradiční zvyky v pohřbívání pravoslavných zachovat. Při protestech zahynulo několik lidí a několik desítek bylo zraněno. Následovaly procesy s iniciátory protestů a přísný zákaz tradičních pohřbů.